# Antepione indiscretata
Antepione indiscretata är en fjärilsart som beskrevs av H. Edwards 1884. Antepione indiscretata ingår i släktet Antepione och familjen mätare. Inga underarter finns listade i Catalogue of Life.